# Eduard Schulze
Eduard Schulze (* 12. April 1852 in Reinerz, Landkreis Glatz, Provinz Schlesien; † 15. Februar 1885 in San Salvador, Angola) war ein deutscher Offizier und Reisender.

## Leben
Schulze begann die Laufbahn zum Offizier in den Kadettenanstalten von Wahlstatt und Berlin. Bei Beginn des Deutsch-Französischen Krieges wurde er Portepeefähnrich im 2. Niederschlesischen Infanterieregiment Nr. 47. Am 19. Dezember 1870 erhielt er das Eiserne Kreuz und am 19. Januar 1871 erlitt in der Schlacht bei Buzenval eine Verwundung. Am 29. März 1871 wurde Schulze zum Secondelieutenant befördert. In den folgenden Jahren war er in Neubreisach (Elsass) und Straßburg stationiert, von wo er mehrmals nach Berlin abkommandiert wurde. Während einer halbjährigen Beurlaubung unternahm er ausgedehnte Reisen, die ihn in den Jahren 1880/81 bis Nordafrika, Griechenland, Rumänien und in die Türkei führten. Schulze wurde zum Premierlieutenant ernannt und 1883 nach Lichterfelde versetzt. Dadurch kam er in Kontakt mit der Afrikanischen Gesellschaft in Berlin. Diese beauftragte ihn im Juli 1884 mit der Führung einer Expedition zur Erforschung des südlichen Kongobeckens. Weitere Expeditionsteilnehmer waren Richard Kund als Topograph, Willy Wolff als Arzt und Anthropologe sowie Richard Büttner als Botaniker. Später schloss sich noch der Forschungsreisende Hans Tappenbeck an. Die Expeditionsgruppe reiste von Hamburg über die neuen deutschen Kolonien Togo und Kamerun zum Mündungsgebiet des Kongo. Schulze traf am 26. September 1884 in Ambrizete ein und legte den Ausgangspunkt der Expedition an den unteren Kongo. Von Nokki, wo die Schiffbarkeit endete, wollte er ins Inland aufbrechen. Bei Nokki erwarb Schulze von einheimischen Oberhäuptern ein Stück Land für die Afrikanische Gesellschaft. Am 12. Dezember 1884 ließ Schulze Grenzpfähle setzen und hisste die deutsche Flagge. Das Ziel, eine deutsche Kolonie am Kongo zu gründen, stand jedoch den Verhandlungen der Kongokonferenz entgegen, die zeitgleich in Berlin tagte. Otto von Bismarck entzog dem Unternehmen daher jede Unterstützung, so dass es nach kurzer Zeit scheiterte. Schulze und Büttner reisten weiter und trafen am 18. Dezember 1884 in San Salvador (heute M’banza Kongo in Angola) ein. Dort bekam Schulze starkes Fieber und starb am 15. Februar 1885 an einer Tropenkrankheit, wahrscheinlich Malaria. Am nächsten Tag wurde er im Garten der britischen Mission von San Salvador beigesetzt.

## Erinnerung
Der mitreisende Botaniker Richard Büttner benannte die Lattich-Art Lactuca schulzeana nach Schulze.